# Varga Endre
Varga Endre (1977. április 6. –) labdarúgó, középpályás.

## Pályafutása
Az 1996–97-es idényben a Győri ETO labdarúgója volt. Az élvonalban 1997. május 14-én mutatkozott be a Vasas ellen, ahol csapata 2–0-s vereséget szenvedett. Ezt követően egy-egy idényt töltött el a Stadler FC, a Diósgyőr FC és a Pécsi MFC csapataiban. 2002 és 2008 között Németországban légióskodott, alsóbb osztályban. 2008 és 2011 között a BKV Előre játékosa volt.